# Burn (Yorkshire du Nord)
Pour les articles homonymes, voir Burn.
Burn est un village et une paroisse civile du Yorkshire du Nord, en Angleterre.